# Leszek Sobala
Leszek Sobala (ur. 20 lutego 1944 w Niedźwiedziu, zm. 16 września 2002 w Warszawie) – polski działacz katolicki i państwowy, w latach 1980–1984 wicewojewoda przemyski, tajny współpracownik służb PRL.

## Życiorys
Syn Natalii i Józefa, nauczycieli Gimnazjum-Liceum w Miechowie, uczestników tajnego nauczania podczas II wojny światowej. Absolwent Liceum Ogólnokształcącego im. Tadeusza Kościuszki w Miechowie (1961). W latach 1964–1971 studiował filozofię w Papieskiej Akademii Teologicznej w Krakowie, następnie przyjął święcenia diakońskie, jednak nie został dopuszczony do przyjęcia święceń kapłańskich. Podczas studiów przez dwa lata mieszkał z przyszłym biskupem Janem Szkodoniem. Po studiach rozpoczął pracę w Stowarzyszeniu „Pax”, najpierw w katowickim ośrodku organizacji, mieszkając w Kozach koło Bielsku-Białej. Od 1978 do 1982 przewodniczył strukturom „PAX”-u w Przemyślu, był również radnym i wiceprzewodniczącym Prezydium Wojewódzkiej Rady Narodowej w tym mieście. Od 1980 do stycznia 1984 pełnił funkcję wicewojewody przemyskiego, następnie przeniósł się do Warszawy, gdzie kierował Komisją Spraw Zagranicznych Stowarzyszenia „Pax”. Po kilkunastu latach powrócił do Przemyśla, a pod koniec życia mieszkał ponownie w Kozach, pracując w ramach katowickiego ośrodka „PAX”-u.
Według Dariusza Iwaneczki był wieloletnim współpracownikiem tajnych służb PRL. W maju 1973 został pozyskany przez Komendę Wojewódzką MO w Katowicach pod pseudonimem TW „Karol”, później przeszedł pod kontrolę KW w Bielsku-Białej. W 1978 ponownie pozyskany, tym razem przez Służbę Bezpieczeństwa jako TW „Przemysław”. W 1984 po przeprowadzce do Warszawy przejął go Departament IV MSW (początkowo Wydział II, następnie V). W maju 1989 wyeliminowany z sieci agenturalnej.
Zmarł wskutek choroby wątroby. Pochowany 24 września 2002 na Cmentarzu w Miechowie.